# Алексеенко, Антон Пахомович
Анто́н Пахо́мович Алексе́енко (1896 — 28 ноября 1940) —— капитан государственной безопасности, депутат Верховного Совета РСФСР. Заместитель наркома НКВД Чечено-Ингушской АССР, затем начальник УНКВД Красноярского края. Входил в состав особых троек НКВД СССР. Расстрелян в 1940 году как преступный фальсификатор следственных дел и нарушитель законности. 

## Биография
Родился в 1896 году в деревне Гапоновка Лохвицкого уезда Полтавской губернии Российской империи в украинской крестьянской семье. Состоял в ВКП(б) c 05.1920 года.
В органах ВЧК−ОГПУ−НКВД с 1921.
На 04.09.1937 заместитель наркома внутренних дел Чечено-Ингушской АССР. На 14.05.1938 начальник УНКВД Красноярского края. До 17.08.1940 зам. наркома внутренних дел Марийской АССР. Этот период отмечен вхождением в состав особых троек, созданных по приказу НКВД СССР от 30.07.1937 № 00447 и активным участием в сталинских репрессиях.
17.08.1940 года уволен согласно ст. 38 п. «б» Положения.
С 31.01.1936 капитан государственной безопасности согласно Приказу НКВД СССР № 58 от 31.01.1936.
Депутат Верховного Совета РСФСР I созыва от Красноярского края.

## Завершающий этап
Арестован 04.03.1940 года. Осуждён 28.07.1940. Орган, вынесший решение — Военный трибунал войск НКВД Орджоникидзевского края. Приговорён к высшей мере по ст.193-17 УК РСФСР («превышение власти, злоупотребление властью при особо отягчающих обстоятельствах»).
Расстрелян 28.11.1940 года. Место захоронения неизвестно.